# Pristomerus dodecellae
Pristomerus dodecellae är en stekelart som beskrevs av Sedivy 2001. Pristomerus dodecellae ingår i släktet Pristomerus och familjen brokparasitsteklar. Inga underarter finns listade i Catalogue of Life.